# Оленьев, Вячеслав Владимирович
Вячеслав Владимирович Оленьев (16 октября 1953 — 12 ноября 2018) — российский хозяйственный и государственный деятель, депутат Государственной думы Федерального собрания Российской Федерации III созыва (2000—2003).

## Биография
Родился 16 октября 1953 года в селе Борец Сараевского района Рязанской области. Окончил Рязанский сельскохозяйственный институт имени П. А. Костычева (1977). Трудовую деятельность начал рабочим, шофёром, управляющим отделением Моршанского конезавода в Тамбовской области. 
С 1977 по 1988 год — управляющий отделением совхоза «Тюковский», главный агроном совхоза «Макеевский», директор совхоза «Тумский» Клепиковского района Рязанской области. 
С 1988 по 1991 год — председатель Клепиковского райисполкома. С 1991 по 1996 год — глава администрации Клепиковского района, одновременно до 1993 года — председатель Клепиковского районного Совета депутатов. С декабря 1996 года — глава Клепиковского района. В 1997 году избран депутатом Рязанской областной Думы.
В декабре 1999 года избран депутатом Государственной думы Федерального собрания Российской Федерации III созыва по Шиловскому одномандатному избирательному округу №150 (Рязанская область), баллотировался как независимый кандидат. Входил в межфракционную депутатскую группу по взаимодействию с рабочим и профсоюзным движением «Солидарность». Заместитель председателя Комитета Государственной думы по экологии. Член Агропромышленной депутатской группы. Член Комиссии Государственной думы по проблемам устойчивого развития.
После окончания срока депутатских полномочий (2003) — исполнительный директор ООО «Рязань-машлизинг». С 2005 года – депутат Рязанской областной Думы IV—V созывов от Рязанского регионального отделения Всероссийской политической партии «Единая Россия».
С 29 октября 2012 года — руководитель Государственной инспекции по надзору за техническим состоянием самоходных машин и других видов техники Рязанской области.
Скончался 12 ноября 2018 года после тяжёлой и продолжительной болезни.
Награжден медалью «За преобразование Нечерноземья».